# La Rue du pavé d'amour
La Rue du pavé d'amour est un film français muet réalisé par André Hugon, sorti en 1923.

## Fiche technique
- Titre : La Rue du pavé d'amour
- Réalisation : André Hugon
- Scénario et adaptation : Jean Aicard et André Hugon
- Photographie : Karémine Mérobian
- Société de production : Films André Hugon
- Pays de production : France
- Format : Noir et blanc - Muet - 1,33:1 - 35 mm
- Date de sortie : 
  - France : 7 décembre 1923

## Distribution
- Sylvette Fillacier : Angèle
- Adrienne Duriez : la mère d'Angèle
- Jean Toulout : Alain Le Friec
- Pâquerette : Misé Monié
- Jean Debucourt : Adrien Fleury
- Lucien Bataille
- André Heuzé
- Géo Leclercq
- Véga